# Un mundo sin miedo
Un mundo sin miedo es un libro de Baltasar Garzón publicado en febrero de 2005.
En él adopta la forma epistolar, los destinatarios de sus cartas, sus tres hijos: Aurora, Baltasar y María. Enumera los puntos más destacables y polémicos de sus diecisiete años como juez de lucha contra el terrorismo, el crimen organizado y la impunidad; y nos habla sobre el terrorismo de ETA y el islamista, el narcotráfico, las dictaduras chilena y argentina, el movimiento zapatista o el conflicto palestino-israelí; así como de los asesinatos de mujeres en Ciudad Juárez y de las negligencias en su investigación; y su interés por los indígenas.
Muchos de sus compañeros han dejado algunas causas por miedo, y él se ha atrevido a desafiar a mucha gente a costa de jugarse su propia vida, sacrificando su vida familiar y social; ha sufrido el hostigamiento y la calumnia, y ha vivido muy de cerca el dolor de las víctimas. Se marca como objetivo el conseguir un mundo más justo, e impedir que ni los poderosos ni el Estado puedan salir indemnes de los delitos cometidos, ni hacer sus propias leyes para conseguir sus fines particulares, como es el caso del presidente italiano Silvio Berlusconi, en la búsqueda de su propia impunidad. Y la lucha contra el terrorismo, la corrupción, el crimen de Estado, por la independencia del poder judicial y contra la impunidad en América Latina. 
El libro ha recibido algunas críticas, como las del anterior fiscal jefe de la Audiencia Nacional, Eduardo Fungairiño, quien lo denunció por opinar que en su libro de memorias trata sobre un caso que está "sub iudice", la autoría de los atentados del 11-M.
El libro está estructurado en cinco capítulos:
- El juez: en el que cuenta sus orígenes, su paso por el seminario y los motivos por los que decidió estudiar derecho y opositar a Juez, después de que un magistrado, padre de un compañero de colegio, les transmitiera la pasión por su dedicación a la justicia. Repasa acontecimientos como la muerte de Salvador Allende, o la Revolución de los Claveles y el Concilio Vaticano II. Hace una introducción sobre algunos de los temas de los que posteriormente tratará: el funcionamiento de la justicia, la visión deformada que se tiene en algunos países de lo que es ETA, los GAL, la malversación de los fondos reservados del Ministerio del Interior. Expresa su oposición a la guerra de Irak y denuncia las torturas en la prisión de Abu Ghraib (Irak) y en Guantánamo; así como la Patriot Act. Habla y se defiende de los comentarios vertidos en su paso por la política y su relación con Felipe González.

- Las víctimas: dedicada a los atentados como el del 11-M, rinde un pequeño homenaje a su compañera Carmen Tagle, fiscal de la Audiencia Nacional, asesinada por ETA, al contarnos algún episodio de su labor; y otras víctimas como Francisco Tomás y Valiente, y Miguel Ángel Blanco; y las de Bosnia, Kosovo y Ruanda. También nos cuenta su relación con Luis Roldán, y el rechazo, a su juicio insolidario, a la apertura de centros de deshabituación de toxicómanos. En esta parte demuestra su lado más humano y nos acerca a una auténtica crueldad.

- Crimen organizado: de donde destaca la parte dedicada al juez italiano Giovanni Falcone asesinado por la mafia y los casos de narcotráfico.

- Terrorismo: donde habla de algunos de sus casos más conocidos; de ETA, de terrorismo internacional y de la postura de EE. UU. al respecto.

- Del miedo a la esperanza: intenta hacer una reflexión de todo lo expuesto anteriormente, y animar a sus hijos y a través de ellos a sus lectores a luchar por sus ideales y crear un mundo mejor. Y también hace una llamada a los indiferentes, a quienes invita a mantener un espíritu crítico respecto de la política y los medios de comunicación.

- Datos: Q6155603